# Église des Saints-Innocents de Paris
L'église des Saints-Innocents est une ancienne église parisienne aujourd'hui disparue. Bâtie à partir du XIIe siècle, elle a été détruite en 1786, en même temps que le cimetière qui l'accompagnait.

## Origine du nom
Cette église était sous le vocable des « saints Innocents », enfants de Judée massacrés sur l'ordre du roi Hérode, pour lesquels le roi Louis VII avait une dévotion particulière.

## Situation
L'église était située à l'angle Nord-Est du cimetière des Innocents à l'angle de la rue Saint-Denis et de la rue aux Fers.
L'emplacement de l'église des Saints-Innocents correspondrait à l'emplacement des nos 43-45 rue Saint-Denis, c'est-à-dire qu'elle occuperait de nos jours la totalité du quart Nord-Est du square des Innocents.
Sa façade était tournée vers l'Ouest, vers l'intérieur du cimetière dans lequel se trouvait l'entrée principale. Une entrée secondaire donnait sur la rue Saint-Denis.

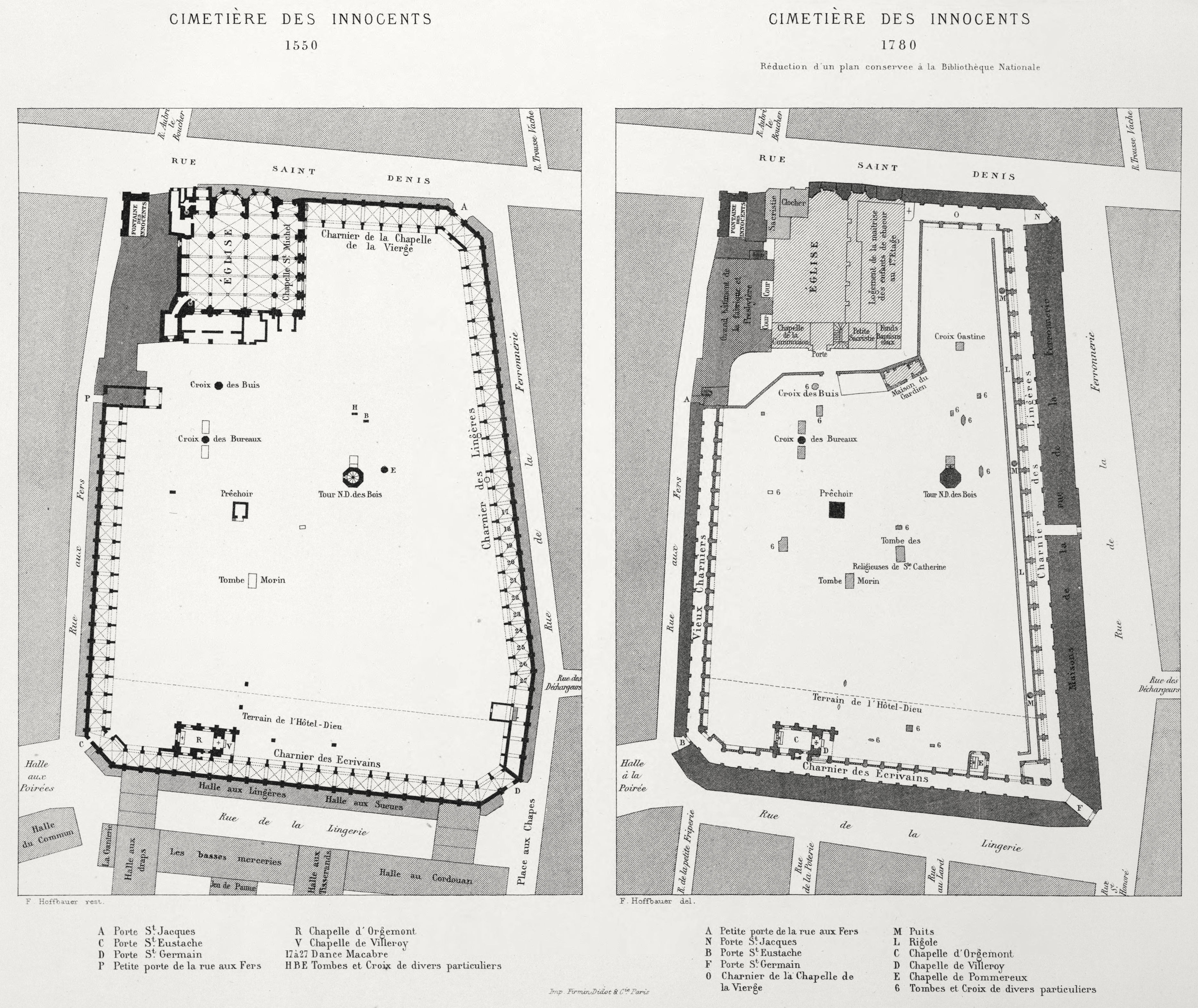
Plan du cimetière et de l'église des Innocents en 1550 et 1780
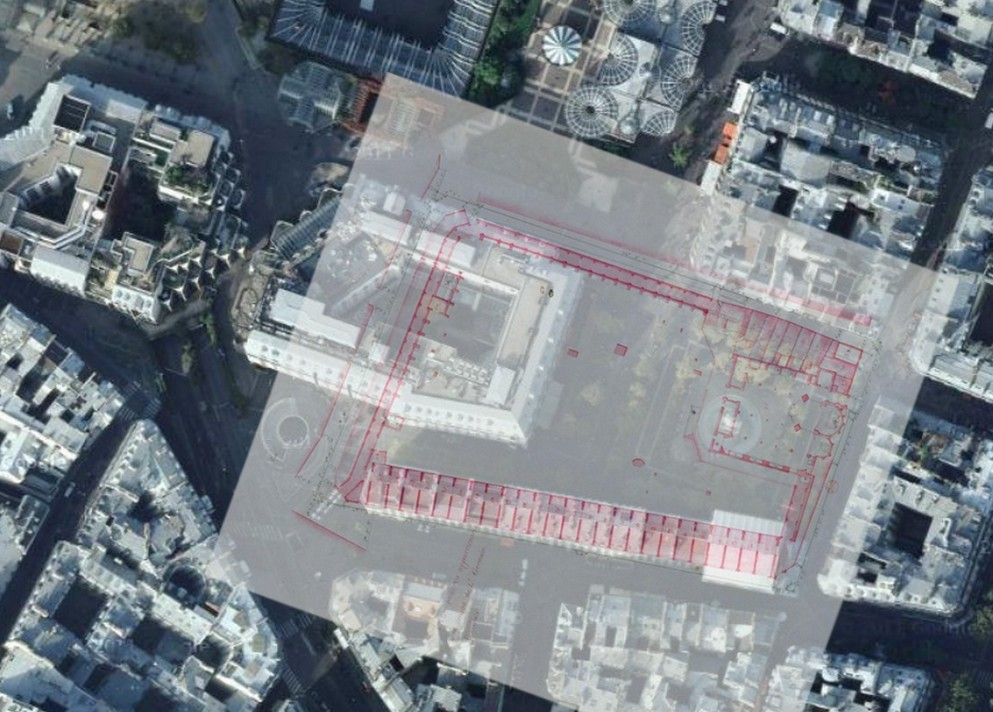
Plan du cimetière et de l'église des Innocents en 1786 superposé au même quartier fin 2011

## Historique

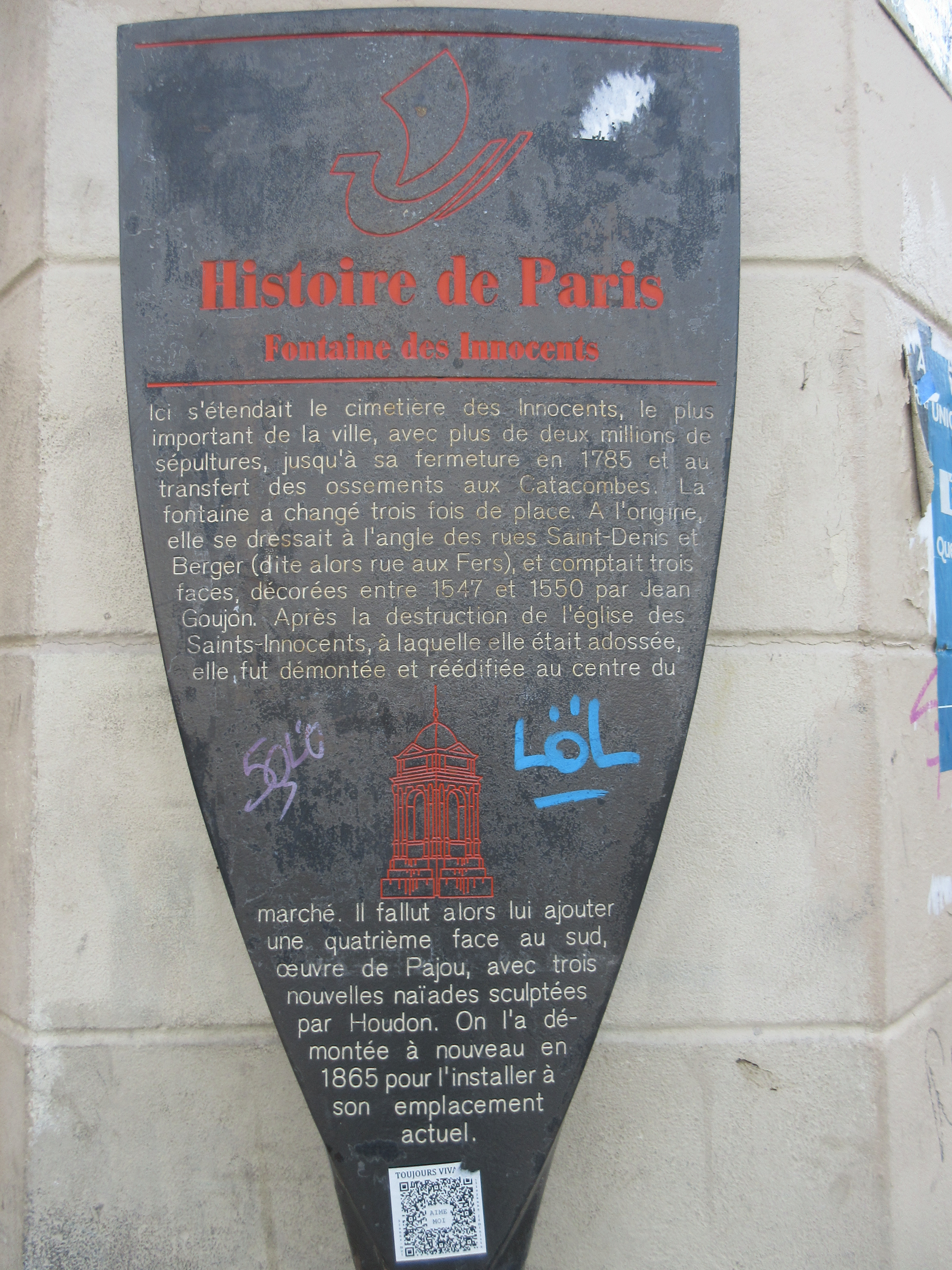
Panneau Histoire de Paris
« Fontaine des Innocents »

L'origine de cette église est inconnue. Les historiens envisagent plusieurs hypothèses :
- Une petite chapelle située à cet endroit ayant été agrandie en 1130[2], on peut donc imaginer qu'une précédente chapelle avait été construite, puis détruite lors des invasions normandes du IXe siècle, puis reconstruite.
- Une chronique indique que cette église fut bâtie, en 1158, à l'occasion d'un enfant nommé Richard, que les Juifs auraient  martyrisés à Pontoise[3], par la suite canonisé sous le nom de Richard de Pontoise.
- Jaillot indique qu'un historien, Robert Dumont, affirme que le corps de ce martyr aurait été transporté à Paris en l'église des Saints-Innocents en 1171 ou en 1179 et que cette église existait donc déjà.

Elle fut érigée en église paroissiale au cours du XIIe siècle par démembrement de la paroisse Saint-Germain-l'Auxerrois à la suite du développement du quartier autour du marché des Champeaux.
Sa paroisse très petite se limitait aux rues de la Charronnerie et aux Fers disparues entre la rue Saint-Denis et la rue de la Lingerie auprès du cimetière des Innocents. Sa population est évaluée à 700 habitants vers 1300.
L'église fut rebâtie sous le règne de Philippe Auguste, mais postérieurement à 1182 car Henri Sauval indique que ce roi employa une partie des sommes confisquée aux Juifs lors de leur expulsion du Royaume et l'on inhuma, dans l'église, le corps de saint Richard.
Les reliques de saint Richard étaient en telle vénération au Moyen Âge, en raison des nombreux miracles qui se firent sur son tombeau, que les Anglais, lorsqu'ils furent maîtres de Paris (1420-1435) sous Charles VII, firent exhumer le corps et le transportèrent dans leur île, ne laissant que la tête du saint, qui fut conservée jusqu'en 1786, époque de la destruction de l'église.

En 1437, le service divin fut interdit dans l'église des Innocents à la suite d'une rixe qui y avait eu lieu, et que l'évêque de Paris, Jacques du Chastelier, regarda comme une profanation. Pendant vingt-deux jours ce prélat fit suspendre toutes cérémonies religieuses, et les portes de l'église et du cimetière furent fermées, jusqu'à ce que l'église eût été réconciliée, suivant l'usage du temps.

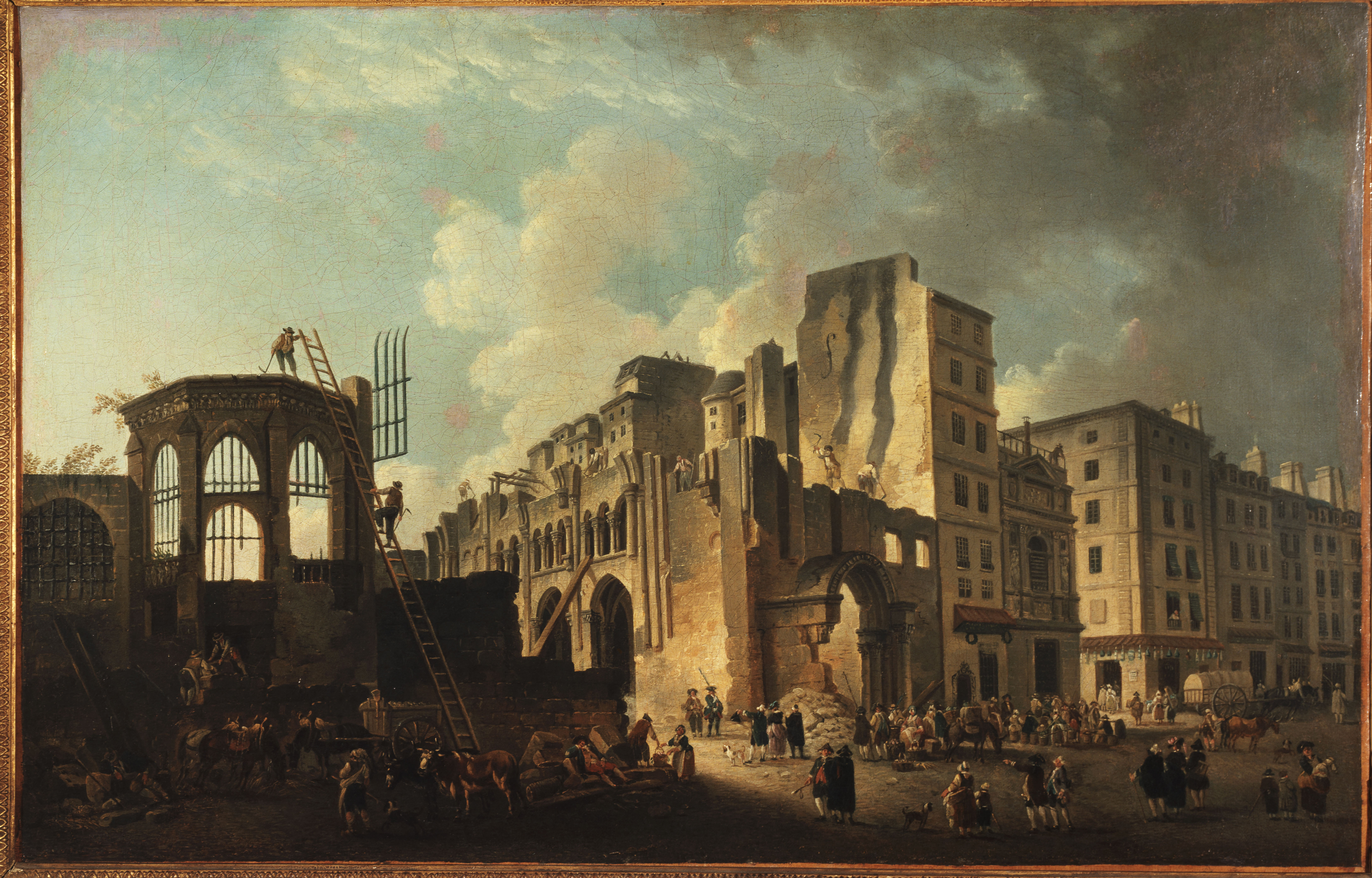
La démolition de l'église des Saints-Innocents par Pierre-Antoine Demachy en 1787 (musée Carnavalet).

L'église fut dédiée par Denis Dumoulin, patriarche d'Antioche et évêque de Paris, sous l'invocation des Saints-Innocents et de Saint Pierre le 22 février 1446.
L'église des Saints-Innocents était une paroisse dont le territoire englobait, outre le cimetière et le reclusoir, environ 70 maisons de la rue de la Ferronnerie. Au XVIe siècle, la paroisse a eu comme curé le théologien Jean Benoît, auteur d'une édition annotée et d'un commentaire de la Bible.
L'église fut démolie en 1786 lors de la suppression du cimetière et des charniers.

## Sépulture
C'était un privilège réservé à certaines personnes que d'être inhumées dans l'église. Le cimetière était pour tous les paroissiens, mais il s'établit encore une distinction entre ceux qui étaient déposés au milieu du cimetière, et ceux que l'on inhumait dans des charniers ou galeries dont le cimetière fut environné plus tard.
Les personnages les plus importants inhumés dans cette église sont :
- Simon de Perruche, évêque de Chartres, mort le 4 novembre 1297.
- Jean Sanguin, seigneur de Béthencourt, conseiller du roi, maître ordinaire en la chambre des comptes du roi, mort le 15 avril 1425[9].
- Guillaume Sanguin, échanson de Charles VI et prévôt des marchands de Paris, mort le 14 février 1442
- Plusieurs membres de la famille Potier de Blancmesnil dont :
- Nicolas II Potier de Blancmesnil, seigneur de Groslay, prévôt des marchands de Paris, mort en 1501
- Bernard Potier de Blanc-Mesnil, mort en 1610.
- Alix la Bourgotte qui était religieuse à l'hôpital Sainte-Catherine. C'est Louis XI qui fit élever à Alix la Burgotte un tombeau de marbre noir supporté par quatre lions de cuivre, et sur lequel elle était représentée couchée, tenant un livre et portant une ceinture semblable à celle des cordelières.
 On pouvait lire sur ce tombeau l'inscription suivante :

| « En ce lieu gist soeur Alix la Burgotte, A son vivant recluse très dévotte, Rendue à Dieu femme de bonne vie En cet bostel voulut estre asservie, Où a régné humblementet long-temps Et demeuré bien quarante et six ans, En servant Dieu augmentée en renom. Le roy Louis, onsiesme de ce nom, Considérant sa très grand parfecture, A fait lever icy sa sépulture. Elle trespassa céans en son séjour, Le dimanche vingt-neuviesme jour, Mois de juin, mil quatre cent soixante et six. Le doux Iesus la mette en paradis. Amen! » |

Lors de la démolition de l'église, en 1786, la statue fut transportée à l'hôpital Sainte-Catherine